# Nicolás Avellanedabron

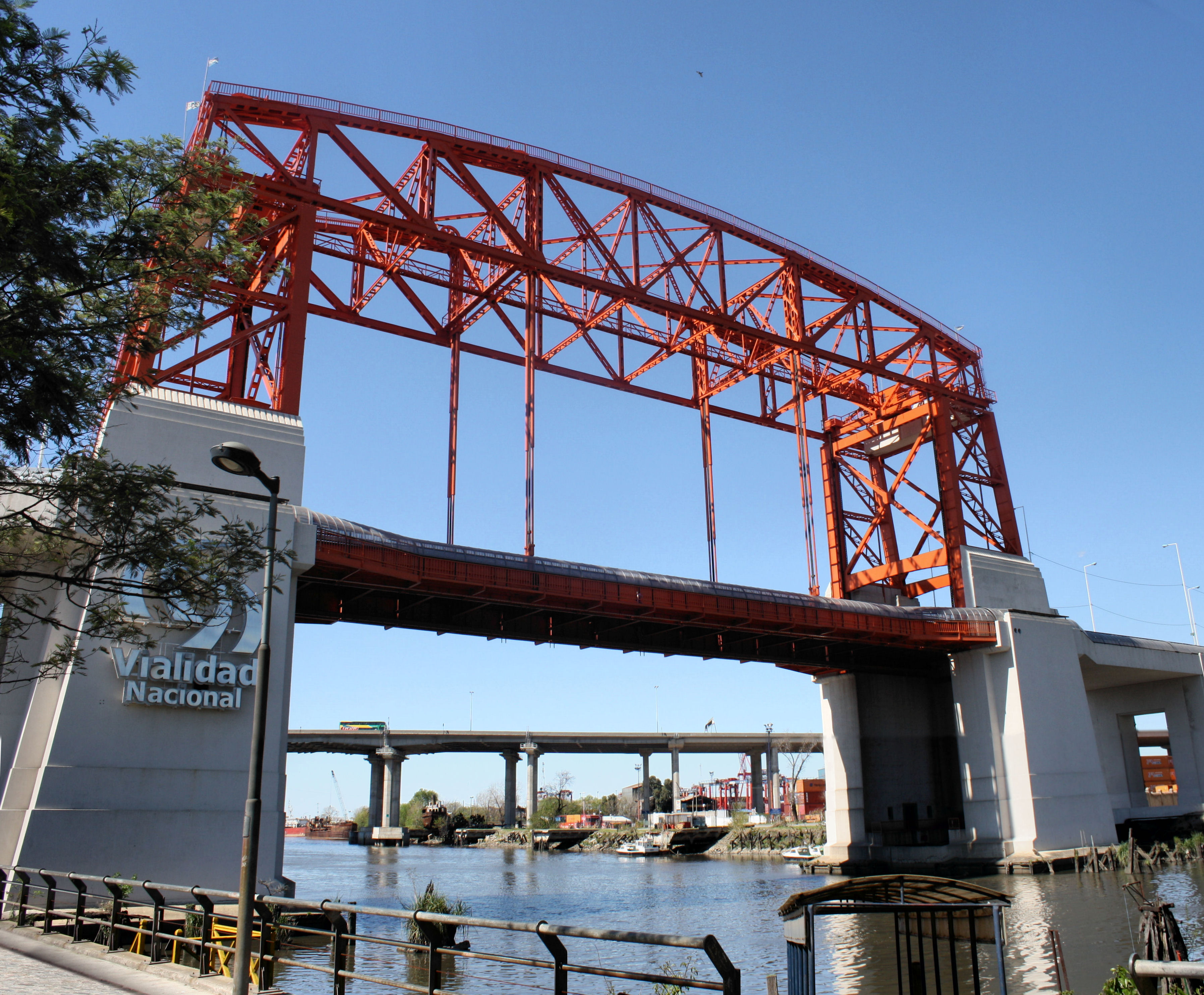
Nicolás Avellanedabron

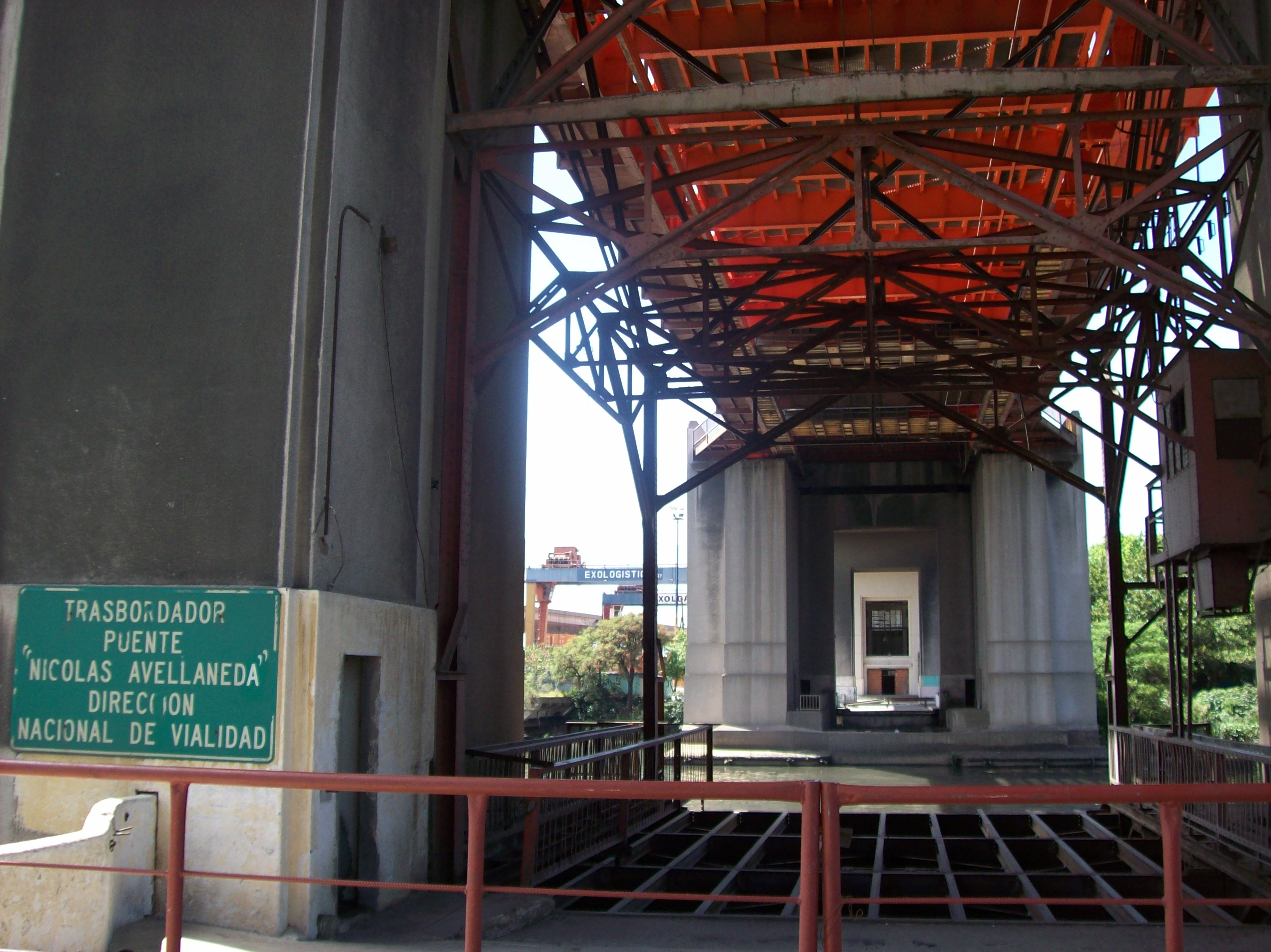
Gondolen i parkerat läge

Nicolás Avellanedabron, (spanska Puente Nicolás Avellaneda), är en lyftbro, med funktion också som hängfärja, över floden Riachuelo i Buenos Aires i Argentina.
Nicolás Avellanedabron har sitt namn efter en tidigare argentinsk president på 1870-talet, Nicolás Avellaneda. Den binder samman stadsdelen Island Maciel i staden Dock Sud med Avenida Almirante Brown i stadsdelen La Boca i staden Buenos Aires.
Nicolás Avellanedabron byggdes 1937–1940, ett hundra meter nedströms den befintliga Hängfärjan Nicolás Avellaneda. Den har två körfiler.
Den lyftbara delen av bron, som kan lyftas 57 meter, är 60 meter lång och erbjuder 43 meters seglingshöjd i upplyft läge och 21 meter i nedsänkt läge. Den lyftbara bron bär en gondol  och fungerar därmed, liksom den närbelägna Hängfärjan Nicolás Avellaneda, också som hängfärja. Nicolás Avellanedabron är ensam i sitt slag om att vara en lyftbro med kapacitet också som hängfärja.
Sedan 1960 används hängfärjefunktionen endast när Nicolás Avellanedabron är avstängd för underhåll.

## Bildgalleri

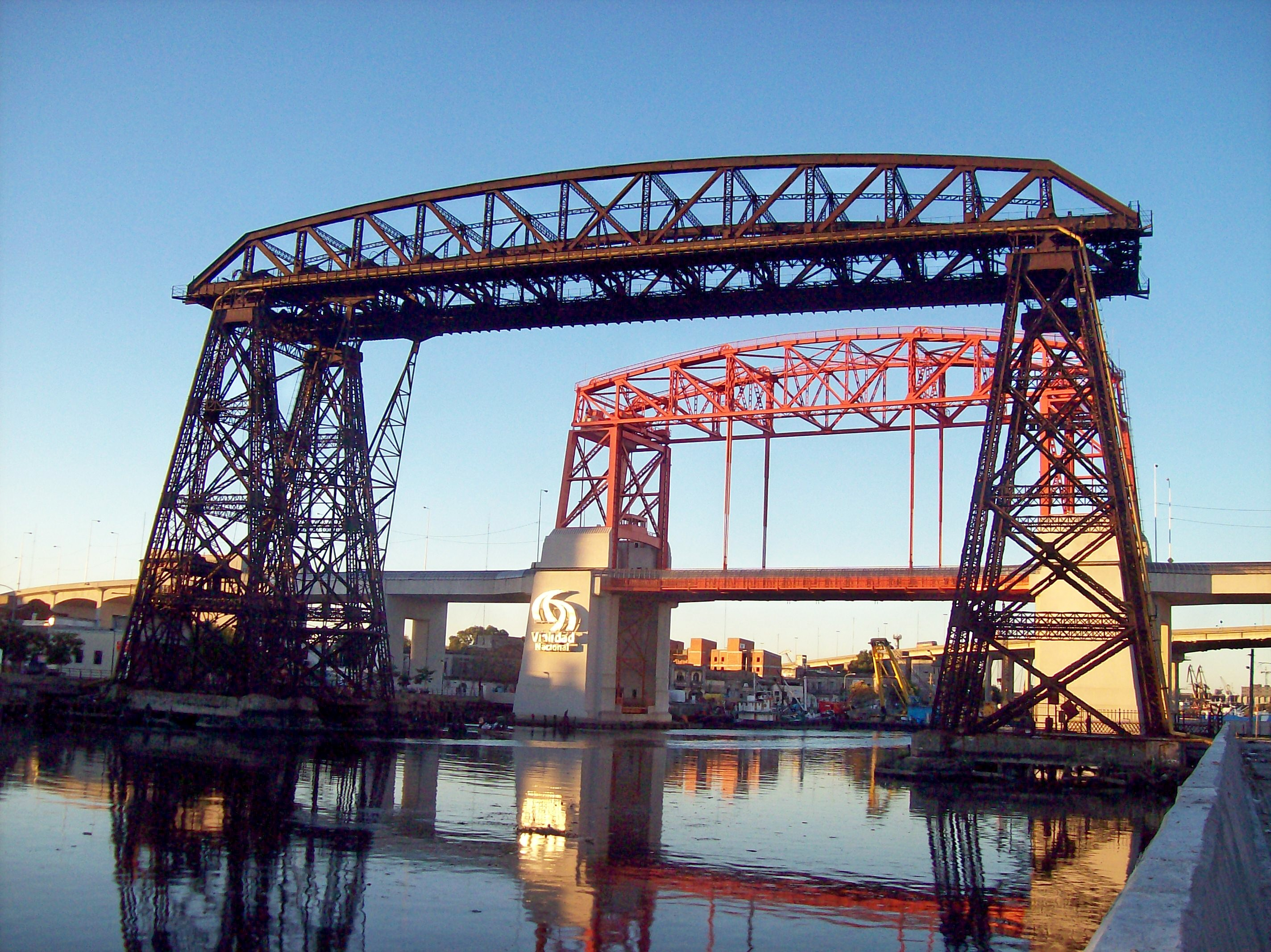
Hängfärjan Nicolás Avellaneda i förgrunden med Nicolás Avellanedabron i bakgrunden, 2011
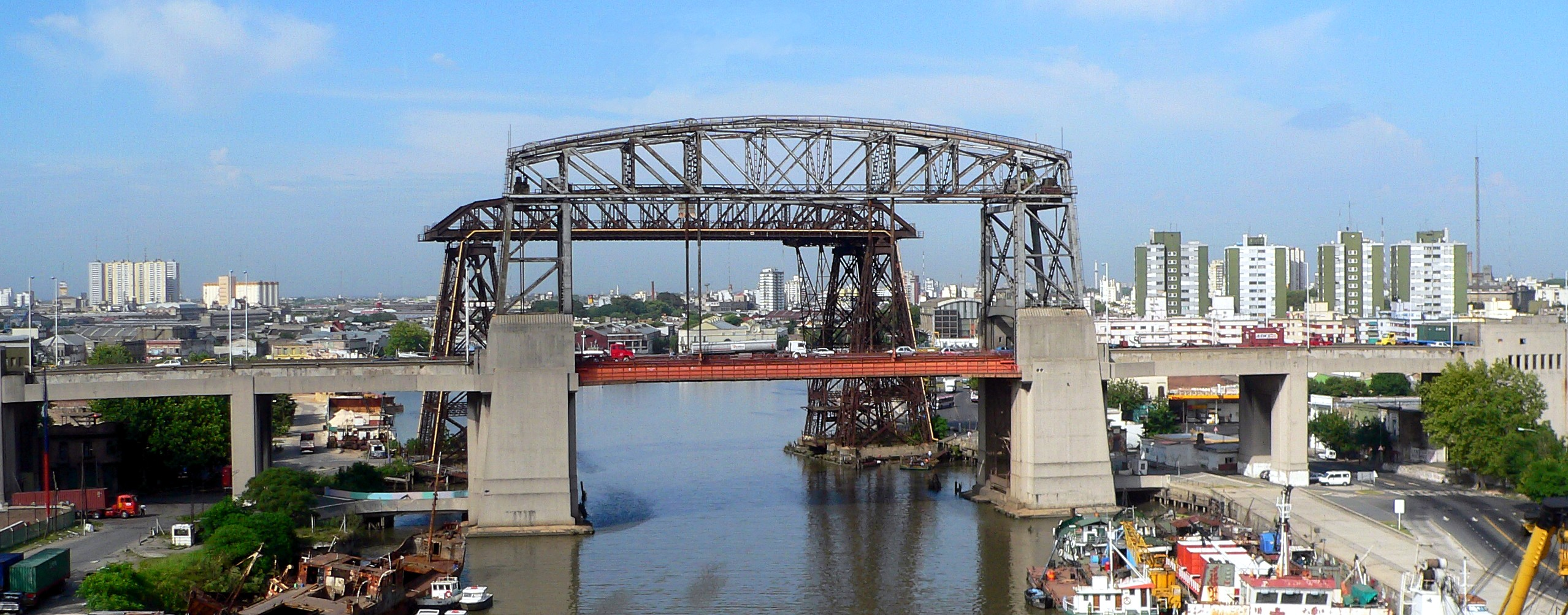
Nicolás Avellanedabron i förgrunden och Hängfärjan Nicolás Avellaneda i bakgrunden